# Malnate
Malnate is een gemeente in de Noord-Italiaanse provincie Varese (Lombardije). De plaats ligt op een heuvel, hoog boven het dal van de rivier de Olona. Het belangrijkste bouwwerk van Malnate is de kleine kerk San Matteo (11e eeuw). De plaatselijke economie is voornamelijk op de mechanische en textielindustrie en de landbouw gebaseerd. De spoorlijn Varese-Milaan gaat bij Malnate over een 60 meter hoge en 220 meter lange brug over de Olona.
In Malnate is sinds 1979 het museum van natuurlijke wetenschappen Mario Realini gevestigd. Tot de collectie behoren onder andere fossielen, mineralen , prehistorische vondsten en de slagtanden van een mammoet.

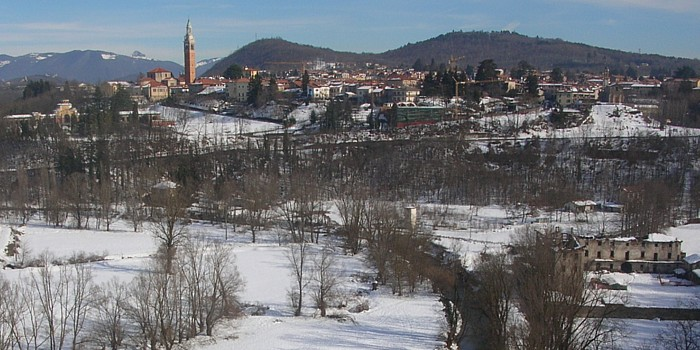
Zicht op Malnate